# Eric Braeden
Eric Braeden (születési nevén Hans-Jörg Gudegast) (Bredenbek, 1941. április 3. –) német-amerikai színész és filmszínész, egykori sportoló.

## Színészi pályája
1959-ben emigrált szülőhazájából az Amerikai Egyesült Államokba. A Titanicban ő játszotta John Jacob Astor IV szerepét. Csillaga van a Walk of Fame-en. Felesége 1963 óta Dale Gudegast, fiuk a forgatókönyvíró Christian Gudegast.

## Sportpályafutása
1958-ban Hans Gudegast néven a Rendsburger TSV színeiben, diszkoszvetésben, súlylökésben és gerelyhajításban bizonyult a legjobbnak és német bajnoki címet szerzett hétpróbában.
Később az Egyesült Államokban labdarúgóként a Maccabi Los Angeles csapatával kupagyőztes lett 1973-ban.
A 70-es és 80-as években több alkalommal is megfordult Los Angeles-i edzőtermekben.